# Jim Grabowski
James S. Grabowski, detto Wolf (Chicago, 9 settembre 1944) è un ex giocatore di football americano statunitense che ha giocato nel ruolo di running back nella National Football League (NFL). Al college ha giocato a football all’Università dell'Illinois.

## Carriera
Al termine del college, Grabowski fu scelto nel primo giro del Draft NFL 1966 dai Green Bay Packers, con la nona chiamata assoluta. Fu anche scelto come primo assoluto nel Draft dell'American Football League dai Miami Dolphins. Grabowski giocò cinque stagioni coi Packers, vincendo i primi due Super Bowl della storia. L'ultima stagione in carriera la disputò coi Chicago Bears nel 1971. Nelle sue sei stagioni nella NFL, Grabowski corse 1.731 yard e segnò 11 touchdown (8 su corsa, 3 su ricezione).

## Palmarès
- (2) Vincitore del Super Bowl XXIX (I, II)
- College Football Hall of Fame[4]